# Господар рата
Господар рата (енгл. Warlord) је израз којим се описује личност која је освојила или држи власт над одређеном територијом, најчешће под-националном јединицом (округ, провинција, регија и сл.) неке државе, и то искључиво на темељу располагања оружаном силом у облику себи верних војних или паравојних формација, а над којима не постоји никаква контрола централних власти.
Феномен господара рата се запазити готово кроз цијелу писану историју и кроз готово све културе, али се најчешће везује уз велике државе или царства у којима из разних разлога (страна инвазија, природна катастрофа, грађански рат, династичке сплетке и сл.) долази до слабљења или потпуног нестанка централне власти. У таквим ситуацијама локални и регионални војни команданти преузимају војну и цивилну власт под паролом "увођења реда и закона" и "заштите народа", односно да би остварили властите политичке амбиције које су им у нормалним околностима биле ван домашаја. Историја Кине пружа бројне примере за овај феномен, укључујући и 20. век и Еру господара̂ рата након слома династије Ћинг и стварања Републике Кине. Осим Кине, тај се феномен могао запазити и у Јапану за вријеме Сенгоку ере у 16. вијеку, односно у Русији за време грађанског рата 1918-1922.
Израз господари рата се у страној литератури често користио и за поједине војне командантне у време југославенских ратова 1990-их.
У данашње време се израз господари рата најчешће користи за пропале државе као што је Сомалија, где једину ефективну власт имају разне паравојне формације на челу са харизматским појединцима. Један од примјера је и Авганистан, чијим великим деловима управљају локални војни команданти и политичари чија је крајња оданост централној власти у Кабулу прилично упитна.
Господари рата су један од честих мотива, односно негативаца у постапокалиптичним делима фикције.